# RACAI
RACAI este acronimul pentru "Romanian Academy Center for Artificial Intelligence". În prezent și-a schimbat numele în "Research Institute for Artificial Intelligence".